# Seznam členů AC/DC

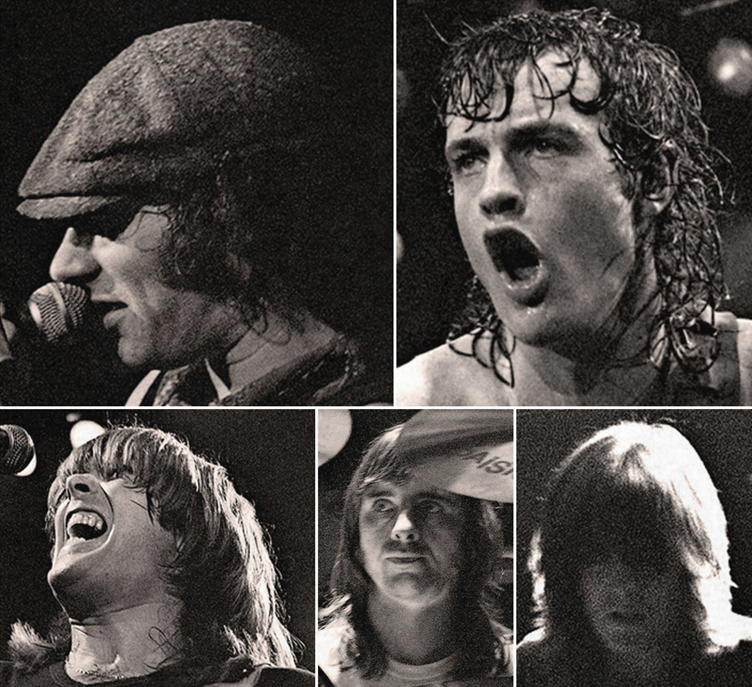
horní: Brian Johnson (nalevo), Angus Young (napravo) spodní: Cliff Williams (nalevo), Phil Rudd (vprostřed), Malcolm Young (napravo)

Toto je seznam členů australské hard rockové skupiny AC/DC.